# Dighton (Massachusetts)
Pour les articles homonymes, voir Dighton.
Dighton est une ville du Comté de Bristol dans l’État du Massachusetts.
Elle a été incorporée en 1712.
Sa population était de 8 101 habitants en 2020.